# Saint-Étienne-en-Coglès
Saint-Étienne-en-Coglès is een plaats en voormalige gemeente in het Franse departement Ille-et-Vilaine (regio Bretagne) en telt 1430 inwoners (1999). De plaats maakt deel uit van het arrondissement Fougères-Vitré. Saint-Étienne-en-Coglès is op 1 januari 2017 gefuseerd met de gemeente Saint-Brice-en-Coglès tot de gemeente Maen Roch. 

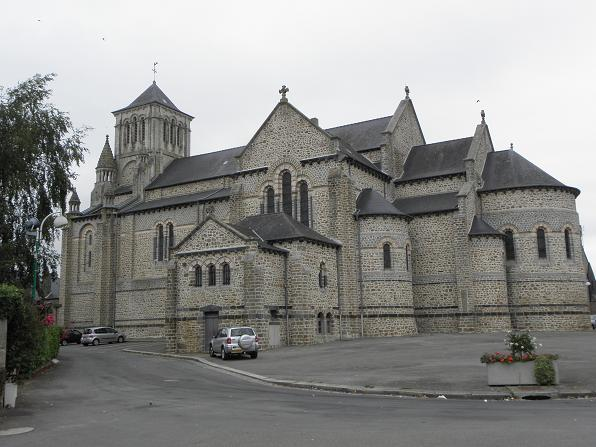
Kerk in Saint-Étienne-en-Coglès
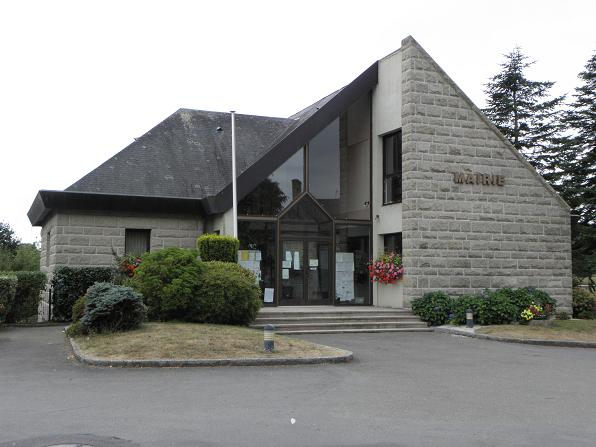
Gemeentehuis
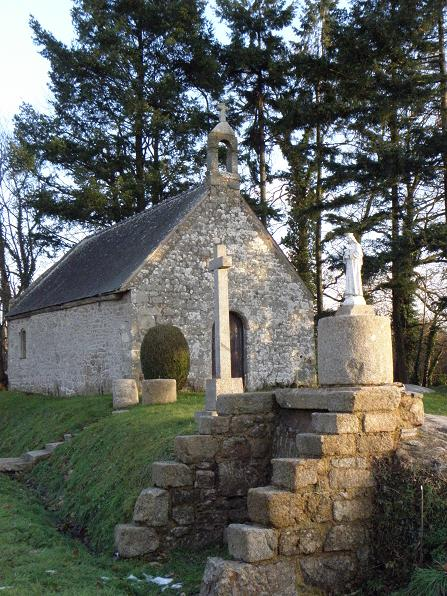
Kapel van St. Eustatius, Saint-Étienne-en-Coglès

## Geografie
De oppervlakte van Saint-Étienne-en-Coglès bedraagt 22,5 km², de bevolkingsdichtheid is 63,6 inwoners per km².
De onderstaande kaart toont de ligging van Saint-Étienne-en-Coglès met de belangrijkste infrastructuur en aangrenzende gemeenten.

## Demografie
Onderstaande figuur toont het verloop van het inwonertal (bron: INSEE-tellingen).